# 유리스 나이트
유리스 나이트(영어: Yuri's Night)은 1961년 4월 12일 유리 가가린이 최초의 우주 비행에 성공한 것을 기념하고 이를 축하하기 위해 전세계에서 개최되는 우주 이벤트이다.

## 같이 보기
- 국제 인간 우주 비행의 날